# Liste der Klöster im Baltikum

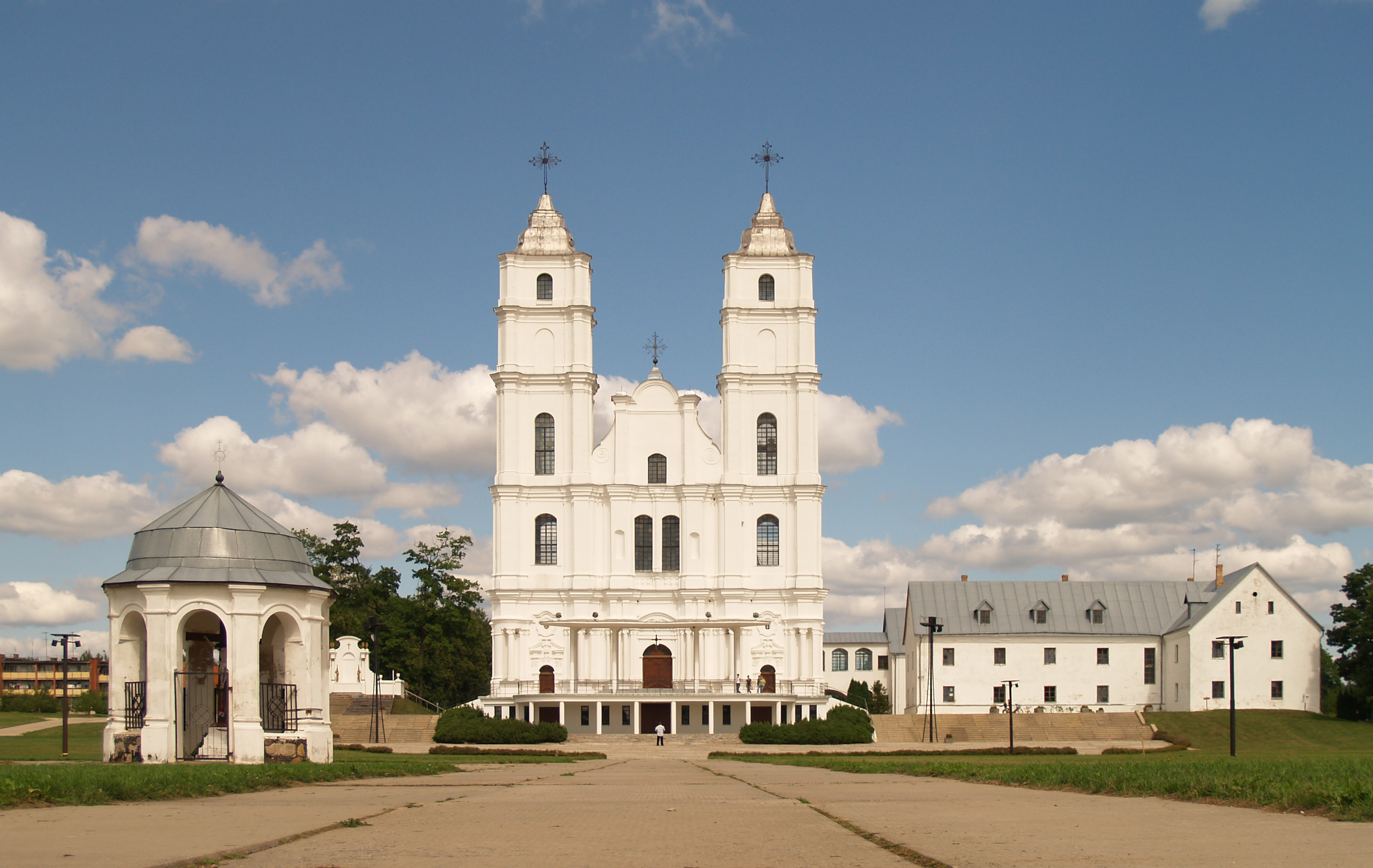
Ehemaliges Dominikanerkloster Aglona in Lettland

Die Liste der Klöster im Baltikum enthält ehemalige und bestehende Ordensniederlassungen in Estland, Lettland und Litauen in Auswahl.

## Estland
Bestehende Klöster

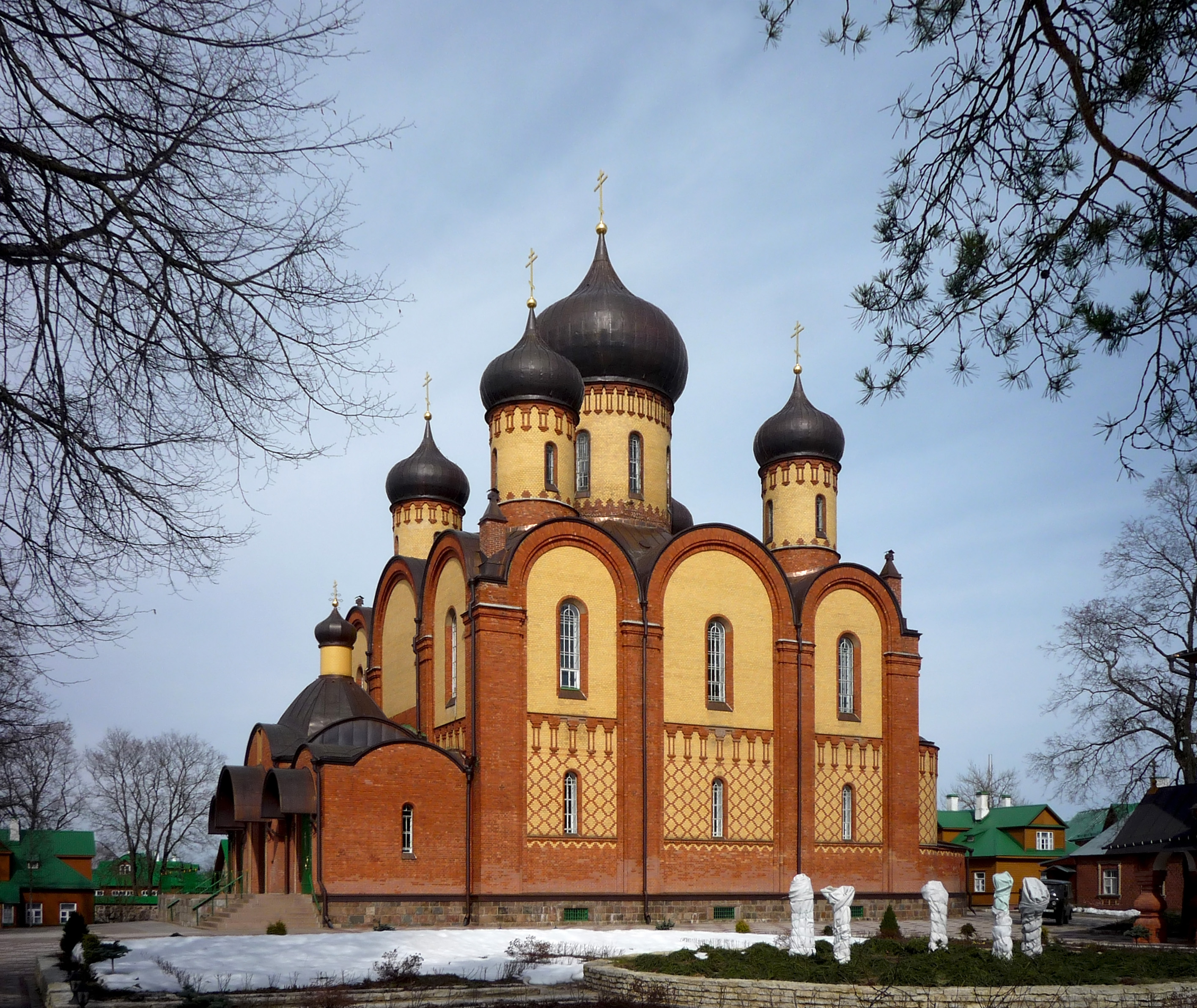
Orthodoxes Nonnenkloster Pühtitsa

- Nonnenkloster Pühtitsa (Pühtitz), 1892/95, russisch-orthodox

Ehemalige Klöster
- Kloster Falkenau (Kärkna), Zisterzienser, 1234–1558
- Kloster Padis (Padise), Zisterzienser, 1317–1559
- Brigittenkloster Pirita bei Reval, 15./16. Jahrhundert
- St. Katharinenkloster, Reval (Tallinn), Dominikaner, 1246–1525

- Kloster Leal (Lihula), Zisterzienserinnen, vor 1450
- Kloster St. Michaelis, Reval (Tallinn), Zisterzienserinnen, 1249–1629

## Lettland
Bestehende Klöster
- Dominikanerinnenkloster Riga
- Karmelitinnenkloster in Ikšķile, seit 2018
- Kloster der Schwestern vom armen Kinde Jesus, Riga
- Dreifaltigkeitskloster Riga, seit 1897, russisch-orthodoxes Nonnenkloster

Ehemalige Klöster
- Kloster Aglona, Dominikaner, 1699
- Kloster Dünamünde (Daugavgrīva) bei Riga, Zisterzienser, 1208–1305, erstes Kloster im Baltikum
- Franziskanerkloster Riga, Franziskaner, bald nach 1230 bis 1524
- Kloster Marienhausen (Viļaka), 1293
- Kloster Welonen (Viļāni), 18. Jahrhundert

- Kloster Lemsal (Limbaži), Zisterzienserinnen, vor 1450
- Kloster St. Marien, Riga, Zisterzienserinnen, 1255–16. Jahrhundert

## Litauen
Bestehende Klöster
- Franziskanerkloster am Berg der Kreuze, seit 2000
- Franziskanerkloster Kretinga, vorher seit 1602 Benediktinerkloster
- Kloster Palendriai, Benediktiner, seit 2003
- Kloster Pažaislis, Schwestern des heiligen Kasimir, vorher Kamaldulenser
- Heilig-Geist-Kloster Vilnius, russisch-orthodox

Ehemalige Klöster
- Kloster Jonava, 1775–1797 Marinaner, dann 1791–1827 Trinitarier
- Dominikanerkloster Liskiava
- Bernhardinerkloster Tytuvėnai, 17. Jahrhundert
- Dreifaltigkeitskloster Vilnius, Basilianer
- Bernhardinerinnenkloster Vilnius
- Franziskanerkloster Vilnius (?), 14. Jahrhundert